# アルファルド
アルファルド (Alphard) あるいはうみへび座α星は、うみへび座で最も明るい恒星で2等星。

## 概要
2等星の中では際立って明るいほうではないが、アルファルドの属するうみへび座をはじめ、周囲の星座はろくぶんぎ座、コップ座など暗い星ばかりからなる星座ばかりであるため、その中で橙色に光るこの星は、容易に見つけることができる。
詳しい視線速度測定の結果、視線速度とスペクトル線形の変化があることが分かった。アルファルドの震動（星震という）は複数のものが並行していて、かつ周期的である。期間は数時間から数日である。短期的な変化は、太陽と同様に、星の脈拍の結果であると思われる。また、スペクトル線形と視線速度の非対称である変化の間に、相関関係も見つけられた。アルファルドの震動は、星震学においては非常に興味深いものである。
巨星化が進んでおり、太陽の位置においた場合、表面は水星軌道の半分辺りまで達する。巨星または輝巨星であるアルファルドは、同じくらい巨星化が進んだ段階にあるアークトゥルスやアルデバランと比べて、実際の光度が大きい。また、アルファルドは若干バリウム星としての性質を持っている。バリウム星の多くが、以前は連星だったと考えられている。今のアルファルドより大きかった当時の主星が、先に巨星化して死を迎え、そのときの核融合の結果にできた物質がアルファルドに流れ込んだものであると考えられる。

## 名称
α Hydrae、略称α Hya。固有名のアルファルド (Alphard) は、アラビア語で「孤独なもの」を意味する فرد|الفرد  (al-Fard, Fard) に由来する。周囲に明るい星がないことから名づけられた名前である。2016年7月20日、国際天文学連合の恒星の固有名に関するワーキンググループは、Alphard を、うみへび座α星の固有名として正式に承認した。
別名のコル・ヒドラエ (Cor Hydrae) は、ラテン語で「蛇の心臓」という意味で、ちょうどうみへびの心臓に位置することからティコ・ブラーエによって名付けられた。日本語文献でコル・ヒドレとも書かれたこともあるが、他の恒星と同じく古典式ラテン語の発音に従えば「コル・ヒドラエ」のほうがより近しい発音となる。